# Walter Willson Cobbett
Pour les articles homonymes, voir Willson et Cobbett.
Walter Willson Cobbett, né le 11 juillet 1847 à Blackheath, Kent (Angleterre), mort le 22 janvier 1937 à Londres, est un homme d'affaires anglais, violoniste amateur passionné de musique.

## Biographie
Walter Willson Cobbett est le rédacteur du Cobbett's Cyclopedic Survey of Chamber Music ; une encyclopédie en deux volumes sur la musique de chambre, éditée en 1929, encore considérée aujourd'hui comme le travail le plus complet sur le sujet, émaillé de remarques perspicaces et parfois caustiques.
Jamais auparavant, la musique de chambre n'avait fait l'objet d'une telle étude aussi vaste et complète.
Il a commandé de nombreuses œuvres de musique de chambre, encourageant ainsi des compositeurs britanniques de son temps, tels que Benjamin Britten, Frank Bridge, Ralph Vaughan Williams, Arnold Bax, Eugène Goossens.
Il a fondé la Cobbett Society, association visant à promouvoir et redécouvrir des œuvres oubliées de musique de chambre.